# My Hero Academia: You're Next
My Hero Academia: You're Next (僕のヒーローアカデミア THE MOVIE ユア ネクスト Boku no Hīrō Akademia za Mūbī: Yuā Nekusuto?) (My Hero Academia: Ahora es tu turno en Hispanoamérica) es una película de anime de superhéroes, y la cuarta película basada en el manga My Hero Academia de Kōhei Horikoshi. La película fue dirigida por Tensai Okamura a partir de un guion escrito por Yōsuke Kuroda, producida por Bones, y se estrenó el 2 de agosto de 2024 en Japón.
Se anunció una cuarta película de la franquicia en agosto de 2023, con Okamura reemplazando a Kenji Nagasaki como director, mientras que el resto del personal regresó de las primeras tres películas. Su título completo se reveló en enero de 2024 junto con el anuncio de la fecha de estreno.
My Hero Academia: You're Next se estrenó en cines en Japón el 2 de agosto de 2024 y está previsto que se estrene en Latinoamérica el 10 de octubre y en España el 11 de octubre de 2024.

## Sinopsis
Después de la Guerra de Liberación Paranormal, Izuku Midoriya y sus compañeros de la Clase 1-A se unen para ayudar a los Héroes a rastrear a los Jailbreakers que han proliferado en Japón. Sin embargo, se encuentran con más problemas de los que esperaban cuando tienen que detener una misteriosa fortaleza gigante y a un hombre que se parece al antiguo "Símbolo de la Paz".

## Producción
En agosto de 2023, un evento teatral para la sexta temporada del anime anunció que una cuarta película estaba en producción. En diciembre de 2023, el evento Jump Festa '24 anunció que la película estaba planeada para un lanzamiento en el "tercer trimestre de 2024", con Kōhei Horikoshi responsable del supervisor general y el diseño de personajes originales. En enero de 2024, se revelaron el título y la fecha de lanzamiento, así como el personal con Tensai Okamura reemplazando a Kenji Nagasaki como director, mientras que el personal que regresa incluye a Yōsuke Kuroda como escritor y Yoshihiko Umakoshi como diseñador de personajes. El 6 de abril de 2024, se anunció que Kenta Miyake , quien prestó su voz a All Might, había sido elegido como Dark Might. El 31 de mayo de 2024, Mamoru Miyano y Meru Nukumi habían sido elegidos como los personajes originales Giulio Gandini y Anna Scervino respectivamente. El elenco de los personajes villanos originales como los miembros de la Familia Gorrini se reveló en julio de 2024, incluidos Ken Uo como Hugo, Yūki Ono como Kamil, Minako Kotobuki como Deborah, Yūsuke Kobayashi como Paulo, Michitake Kikuchi como Simon y Masaki Terasoma como Bruno.

## Reparto
| Personaje                     | Seiyū              | Actor de doblaje   |
| ----------------------------- | ------------------ | ------------------ |
| Izuku Midoriya / Deku         | Daiki Yamashita    | Sebastián Reggio   |
| Katsuki Bakugo / Dynamight    | Nobuhiko Okamoto   | Rómulo Bernal      |
| Shōto Todoroki / Shōto        | Yūki Kaji          | Juan Felipe Sierra |
| Ochaco Uraraka / Uravity      | Ayane Sakura       | Sofía Baltazar     |
| Tenya Īda / Ingenium          | Kaito Ishikawa     | Luis Carreño       |
| Momo Yaoyorozu / Creati       | Marina Inoue       | María José Estévez |
| Eijiro Kirishima / Red Riot   | Toshiki Masuda     | Ledner Belisario   |
| Mina Ashido / Pinky           | Eri Kitamura       | Natalia Varona     |
| Tsuyu Asui / Froppy           | Aoi Yūki           | Jennifer Medel     |
| Minoru Mineta / Grape Juice   | Ryō Hirohashi      | Paula Barros       |
| Denki Kaminari / Chargebolt   | Tasuku Hatanaka    | Javier Olguín      |
| Fumikage Tokoyami / Tsukuyomi | Yoshimasa Hosoya   | Jonathan Ramírez   |
| Kyōka Jirō / Earphone Jack    | Kei Shindō         | Patricia Azan      |
| Hanta Sero / Cellophane       | Kiyotaka Furushima | Mauricio del Valle |
| Toshinori Yagi / All Might    | Kenta Miyake       | Orlando Noguera    |
| Enji Todoroki / Endeavor      | Tetsu Inada        | Manuel Bastos      |
| Keigo Takami / Hawks          | Yuichi Nakamura    | Noé Velázquez      |
| Dark Might                    | Kenta Miyake       | Octavio Rojas      |
| Giulio Gandini                | Mamoru Miyano      | Abraham Vega       |
| Anna Scervino                 | Meru Nukumi        | Georgina Sánchez   |
| Ugo Gorrini                   | Ken Uo             | Roberto Carrillo   |
| Kamil Gorrini                 | Yūki Ono           | Roberto Mendiola   |
| Deborah Gorrini               | Minako Kotobuki    | Mireya Mendoza     |
| Paulo Gorrini                 | Yūsuke Kobayashi   | Héctor Mena        |
| Simon Gorrini                 | Michitake Kikuchi  | Rafael Pacheco     |
| Bruno Gorrini                 | Masaki Terasoma    | Nicolás Frías      |